# Skoky do vody na mistrovství Evropy v plaveckých sportech 2022
Závody v skocích do vody na mistrovství Evropy v plaveckých sportech za rok 2022 proběhly v Římě, Itálie ve dnech 11. až 21. srpna 2022.

## Česká stopa
Na tomto mistrovství Evropy Česko nemělo ve skocích do vody zastoupení.

## Výsledky

### Individuální disciplíny
| Muži              | Zlato                                 | Zlato  | Stříbro                    | Stříbro | Bronz                     | Bronz  |
| ----------------- | ------------------------------------- | ------ | -------------------------- | ------- | ------------------------- | ------ |
| Skoky z 1 m prkna | Jack Laugher (GBR)                    | 413,40 | Lorenzo Marsaglia (ITA)    | 396,25  | Giovanni Tocci (ITA)      | 386,20 |
| Skoky z 3 m prkna | Lorenzo Marsaglia (ITA)               | 453,85 | Jordan Houlden (GBR)       | 428,55  | Giovanni Tocci (ITA)      | 392,70 |
| Skoky z 10 m věže | Oleksij Sereda (UKR)                  | 493,55 | Noah Williams (GBR)        | 459,00  | Benjamin Cutmore (GBR)    | 438,35 |
| Ženy              | Zlato                                 | Zlato  | Stříbro                    | Stříbro | Bronz                     | Bronz  |
| Skoky z 1 m prkna | Elena Bertocchiová (ITA)              | 264,25 | Emma Gullstrandová (SWE)   | 259,65  | Chiara Pellacaniová (ITA) | 259,05 |
| Skoky z 3 m prkna | Chiara Pellacaniová (ITA)             | 318,75 | Michelle Heimbergová (SUI) | 301,80  | Yasmin Harperová (GBR)    | 296,20 |
| Skoky z 10 m věže | Andrea Spendoliniová-Sirieixová (GBR) | 333,60 | Sofija Lyskunová (UKR)     | 329,80  | Christina Wassenová (GER) | 314,10 |

### Týmové disciplíny
| Muži                                               | Zlato | Zlato  | Stříbro                                                                                | Stříbro | Bronz                                                                                                  | Bronz  |
| -------------------------------------------------- | --- | ------ | -------------------------------------------------------------------------------------- | ------- | --- | ------ |
| Synchronizované skoky dvojic z 3 m prkna           | Spojené království (GBR) (Anthony Harding, Jack Laugher)                                                        | 412,83 | Itálie (ITA) (Lorenzo Marsaglia, Giovanni Tocci)                                       | 387,51  | Ukrajina (UKR) (Oleksandr Horškovozov, Oleh Kolodij)                                                   | 384,39 |
| Synchronizované skoky dvojic z 10 m věže           | Spojené království (GBR) (Benjamin Cutmore, Kyle Kothari)                                                       | 390,48 | Ukrajina (UKR) (Kirill Boljuch, Oleksij Sereda)                                        | 388,02  | Německo (GER) (Timo Barthel, Jaden Eikermann)                                                          | 369,30 |
| Ženy                                               | Zlato | Zlato  | Stříbro                                                                                | Stříbro | Bronz                                                                                                  | Bronz  |
| Synchronizované skoky dvojic z 3 m prkna           | Německo (GER) (Lena Hentschelová, Tina Punzelová)                                                               | 281,16 | Itálie (ITA) (Elena Bertocchiová, Chiara Pellacaniová)                                 | 260,76  | Švédsko (SWE) (Emilia Nilssonová, Elna Widerströmová)                                                  | 257,70 |
| Synchronizované skoky dvojic z 10 m věže           | Spojené království (GBR) (Andrea Spendoliniová-Sirieixová, Lois Toulsonová)                                     | 303,60 | Ukrajina (UKR) (Ksenija Bajlová, Sofija Lyskunová)                                     | 298,86  | Německo (GER) (Christina Wassenová, Elena Wassenová)                                                   | 289,86 |
| Mix                                                | Zlato | Zlato  | Stříbro                                                                                | Stříbro | Bronz                                                                                                  | Bronz  |
| Synchronizované skoky smíšených dvojic z 3 m prkna | Německo (GER) (Tina Punzelová, Lou Massenberg)                                                                  | 294,69 | Spojené království (GBR) (Grace Reidová, James Heatly)                                 | 290,76  | Itálie (ITA) (Chiara Pellacaniová, Matteo Santoro)                                                     | 283,56 |
| Synchronizované skoky smíšených dvojic z 10 m věže | Spojené království (GBR) (Lois Toulsonová, Kyle Kothari)                                                        | 300,78 | Ukrajina (UKR) (Sofija Lyskunová, Oleksij Sereda)                                      | 298,59  | Itálie (ITA) (Sarah Jodoinová Di Mariaová, Eduard Timbretti-Gugiu)                                     | 290,28 |
| Smíšený tým                                        | Itálie (ITA) (Chiara Pellacaniová, Andreas Sargent-Larsen, Sarah Jodoinová Di Mariaová, Eduard Timbretti-Gugiu) | 402,55 | Ukrajina (UKR) (Viktorija Kesarová, Danylo Konovalov, Ksenija Bajlová, Kirill Boljuch) | 399,05  | Spojené království (GBR) (Grace Reidová, James Heatly, Andrea Spendoliniová-Sirieixová, Noah Williams) | 384,70 |

## Medailová bilance
Ve skocích do vody se rozdělilo celkem 13 sad medailí.
| Pořadí | Stát                     |       | Muži    | Muži  | Muži  |         | Ženy  | Ženy  | Ženy    |       | Mix   | Mix     | Mix   |  | Muži + Ženy + Mix | Muži + Ženy + Mix | Muži + Ženy + Mix | Celkem |
| Pořadí | Stát                     | Zlato | Stříbro | Bronz | Zlato | Stříbro | Bronz | Zlato | Stříbro | Bronz | Zlato | Stříbro | Bronz |  |                   |                   |                   | Celkem |
| ------ | ------------------------ | ----- | ------- | ----- | ----- | ------- | ----- | ----- | ------- | ----- | ----- | ------- | ----- |  | ----------------- | ----------------- | ----------------- | ------ |
| 1.     | Spojené království (GBR) |       | 3       | 2     | 1     |         | 2     | 0     | 1       |       | 1     | 1       | 1     |  | 6                 | 3                 | 3                 | 12     |
| 2.     | Itálie (ITA)             |       | 1       | 2     | 2     |         | 2     | 1     | 1       |       | 1     | 0       | 2     |  | 4                 | 3                 | 5                 | 12     |
| 3.     | Německo (GER)            |       | 0       | 0     | 1     |         | 1     | 0     | 2       |       | 1     | 0       | 0     |  | 2                 | 0                 | 3                 | 5      |
| 4.     | Ukrajina (UKR)           |       | 1       | 1     | 1     |         | 0     | 2     | 0       |       | 0     | 2       | 0     |  | 1                 | 5                 | 1                 | 7      |
| 5.     | Švédsko (SWE)            |       | 0       | 0     | 0     |         | 0     | 1     | 1       |       | 0     | 0       | 0     |  | 0                 | 1                 | 1                 | 2      |
| 6.     | Švýcarsko (SUI)          |       | 0       | 0     | 0     |         | 0     | 1     | 0       |       | 0     | 0       | 0     |  | 0                 | 1                 | 0                 | 1      |
| Celkem | Celkem                   |       | 5       | 5     | 5     |         | 5     | 5     | 5       |       | 3     | 3       | 3     |  | 13                | 13                | 13                | 39     |